# La Sgambeda
La Sgambeda – długodystansowy bieg narciarski, rozgrywany co roku w połowie grudnia, w północnych Włoszech, w regionie Lombardia, w prowincji Sondrio. Bieg ten należy do cyklu FIS Marathon Cup i Euroloppet i jest pierwszym w kalendarzu obu tych cyklów. Zawodniczki i zawodnicy rywalizują na dystansie 42 km techniką dowolną, na wysokości ponad 1800 m n.p.m., w okolicach Livigno.
Pierwsza edycja biegu miała miejsce w 1990 roku; najlepsi okazali się reprezentanci gospodarzy: Guidina Dal Sasso i Maurilio De Zolt. Najwięcej zwycięstw wśród kobiet odniosła Włoszka Lara Peyrot, która trzykrotnie okazywała się najlepsza (2003, 2004 i 2006) oraz Finka Riitta-Liisa Roponen, która była najszybsza w latach 2012–2014. Wśród mężczyzn kilku zawodników zwyciężało dwukrotnie, między innymi dwukrotny zwycięzca całego cyklu FIS Marathon Cup – Szwed Jerry Ahrlin, który wygrywał La Sgambeda w latach 2006 i 2007. Ponadto w 2005 roku pierwsze miejsce wśród mężczyzn przyznano dwóm włoskim zawodnikom: Tullio Grandelisowi i Biagio Di Santo, a w 1991 roku miał miejsce jedyny polski sukces w tym biegu, kiedy wśród kobiet zwyciężyła Dorota Dziadkowiec.
Od 2009 roku rozgrywany jest również bieg techniką klasyczną na dystansie wahającym się pomiędzy 21 i 35 km. Bieg La Sgambeda rozpoczyna cykl Visma Ski Classics, na który składają się maratony narciarskie pokonywane techniką klasyczną.

## Lista zwycięzców
Bieg techniką dowolną
| Rok  | Mężczyźni                                | Kobiety                                  | Dystans |
| ---- | ---------------------------------------- | ---------------------------------------- | ------- |
| 2024 | Dienis Wołotka                           | Justyna Kowalczyk                        | 30 km   |
| 2023 | Gérard Agnellet                          | Justyna Kowalczyk                        | 30 km   |
| 2022 | Patrick Klettenhammer                    | Justyna Kowalczyk                        | 30 km   |
| 2021 | Mikael Abram                             | Frida Erker                              | 30 km   |
| 2020 | Bieg odwołany z powodu pandemii COVID-19 | Bieg odwołany z powodu pandemii COVID-19 | –       |
| 2019 | Renaud Jay                               | Céline Chopard Lallier                   | 30 km   |
| 2018 | Anders Glørsen                           | Anna Haag                                | 30 km   |
| 2017 | Nie rozgrywano                           | Nie rozgrywano                           | –       |
| 2016 | Nie rozgrywano                           | Nie rozgrywano                           | –       |
| 2015 | Nie rozgrywano                           | Nie rozgrywano                           | –       |
| 2014 | Benoît Chauvet                           | Riitta-Liisa Roponen                     | 42 km   |
| 2013 | Petter Northug                           | Riitta-Liisa Roponen                     | 42 km   |
| 2012 | Petter Northug                           | Riitta-Liisa Roponen                     | 42 km   |
| 2011 | Zawody odwołane                          | Zawody odwołane                          | –       |
| 2010 | Fabio Santus                             | Wałentyna Szewczenko                     | 42 km   |
| 2009 | Siergiej Szyriajew                       | Wałentyna Szewczenko                     | 42 km   |
| 2008 | Marco Cattaneo                           | Sabina Valbusa                           | 40 km   |
| 2007 | Jerry Ahrlin                             | Tatjana Jambajewa                        | 42 km   |
| 2006 | Jerry Ahrlin                             | Lara Peyrot                              | 42 km   |
| 2005 | Tullio Grandelis Biagio di Santo         | Cristina Paluselli                       | 35 km   |
| 2004 | Gianantonio Zanetel                      | Lara Peyrot                              | 42 km   |
| 2003 | Roberto De Zolt                          | Lara Peyrot                              | 42 km   |
| 2002 | Maurizio Pozzi                           | Antonella Confortola                     | 35 km   |
| 2001 | Zawody odwołane                          | Zawody odwołane                          | –       |
| 2000 | Roberto De Zolt                          | Michela Benzoni                          | 40 km   |
| 1999 | Fabio Giacomel                           | Michela Benzoni                          | 32 km   |
| 1998 | Johann Mühlegg                           | Guidina Dal Sasso                        | 32 km   |
| 1997 | Johann Mühlegg                           | Maria Canins                             | 42 km   |
| 1996 | Michaił Botwinow                         | Gudrun Pflüger                           | 39,5 km |
| 1995 | Silvano Barco                            | Roberta Tarter                           | 32 km   |
| 1994 | Silvano Barco                            | Karin Moroder                            | 35 km   |
| 1993 | Maurizio Pozzi                           | Edy Guala                                | 35 km   |
| 1992 | Gaudenzio Godioz                         | Dolores Rupp                             | 35 km   |
| 1991 | Luciano Fontana                          | Dorota Dziadkowiec                       | 34 km   |
| 1990 | Maurilio De Zolt                         | Guidina Dal Sasso                        | 42,2 km |

Bieg techniką klasyczną
| Rok  | Mężczyźni           | Kobiety                  | Dystans |
| ---- | ------------------- | ------------------------ | ------- |
| 2018 | Oystein Pettersen   | Britta Johansson Norgren | 28 km   |
| 2017 | Andreas Nygaard     | Britta Johansson Norgren | 35 km   |
| 2016 | Tord Asle Gjerdalen | Britta Johansson Norgren | 30 km   |
| 2015 | John Kristian Dahl  | Katerina Smutna          | 24 km   |
| 2014 | Anders Aukland      | Seraina Boner            | 35 km   |
| 2013 | John Kristian Dahl  | Julia Tichonowa          | 21 km   |
| 2012 | Daniel Richardsson  | Emma Wiken               | 21 km   |
| 2011 | Zawody odwołane     | Zawody odwołane          | –       |
| 2010 | Stanislav Řezáč     | Natalia Zernova          | 21 km   |
| 2009 | Viktor Novotny      | Natalia Zernova          | 21 km   |